# Lepanto (1887)
«Лепанто» (італ. Lepanto) — броненосець Королівських військово-морських сил Італії типу «Італія» другої половини 19-го століття.

## Історія створення
Броненосець «Лепанто» був закладений 4 листопада року на корабельні «Cantiere navale fratelli Orlando». Спущений на воду 17 березня 1883 року, вступив у стрій 16 серпня 1887 року.
Свою назву отримав на честь битви при Лепанто.

## Історія служби
У 1888 році «Лепанто» брав участь в маневрах, на яких відпрацьовувався захист Ла-Спеції. Того ж року він взяв участь в морському огляді, на якому був присутній імператор Німеччини Вільгельм II.
У 1890 році «Лепанто» брав участь в маневрах флоту у складі Першої ескадри, куди також входити крейсери «П'ємонте», «Догалі» та чотири міноносці. Під час цих маневрів Перша ескадра імітувала атаку ворожого флоту.
Під час маневрів флоту у 1893 році «Лепанто» був флагманським кораблем Постійної ескадри (італ. Permanent Squadron) адмірала Томмазо Савойського. Після маневрів корабель прийняв короля Італії Умберто I та німецького кайзера  Вільгельма II.
У 1897 році «Лепанто» вирушив до Великої Британії, де представляв Італію на святкуваннях з нагоди 60-річчя правління королеви Вікторії.
На початку 1890-х років розглядалась можливість модернізації корабля за тим же принципом, що й «Енріко Дандоло», який отримав скорострільні 254-мм гармати. На «Італії» та «Лепанто» планувалось встановити 340-мм гармати. Але від цього плану довелось відмовитись як надто дорогого.
протягом 1902-1910 років «Лепанто» використовувався як навчальний корабель, після чого був перетворений на плавучу казарму. 
З початком у 1911 році італійсько-турецької війни планувалось відправити броненосці «Лепанто», «Італія» та «Енріко Дандоло» до Триполі, де вони мали підтримувати італійський гарнізон, що захопив місто. Основним мотивом відправки «Італія» та «Лепанто» була наявність великої кількості снарядів до їхніх гармат головного калібру. Але цей план не був реалізований.
У 1912 році «Лепанто» був виключений зі складу флоту, але у 1913 році знову включений до йог складу та використовувався як навчальний корабель.
15 січня 1914 року «Лепанто» був остаточно виключений зі складу флоту, 27 березня 1915 року проданий на злам.